# Fiat Bravo
Fiat Bravo ist die Bezeichnung für zwei Pkw-Modelle der Kompaktklasse, die der italienische Automobilhersteller Fiat produzierte.
Das erste Modell (Typ 182) wurde von Herbst 1995 bis Sommer 2001 gebaut und ersetzte den Fiat Tipo. Abgelöst wurde es vom Fiat Stilo, der bis Anfang 2007 hergestellt wurde. Dessen Nachfolgemodell hieß wieder Bravo (Typ 198). Mit dieser Modellbezeichnung wollte Fiat an den Verkaufserfolg des ersten Bravo anknüpfen, nachdem sich der Stilo als wenig erfolgreich erwiesen hatte. Im Sommer 2014 wurde die Produktion eingestellt.

## Bravo (Typ 182)
Der Fiat Bravo der ersten Generation war ein Dreitürer, während das fünftürige Pendant unter dem eigenen Namen Fiat Brava verkauft wurde. Die Stufenheck- und Kombiversionen bot Fiat von Spätsommer 1996 bis Ende 2002 als Marea an. Das Design des Bravo wurde in Fiats Centro Stile unter der Leitung von Ermanno Cressoni entwickelt.
Der Bravo wurde zum Auto des Jahres 1996 gewählt.

### Motorisierungen
Dem Käufer standen Motoren von 48 (in Deutschland 55) bis 113 kW zur Verfügung:
| Modell      | Hubraum  | Zylinder | Leistung        | Bauzeit         |
| Benziner    | Benziner | Benziner | Benziner        | Benziner        |
| ----------- | -------- | -------- | --------------- | --------------- |
| 1.2 16V     | 1242 cm³ | 4        | 59 kW (80 PS)   | 10/2000–10/2001 |
| 1.2 16V     | 1242 cm³ | 4        | 60 kW (82 PS)   | 12/1998–10/2000 |
| 1.4 12V     | 1370 cm³ | 4        | 55 kW (75 PS)   | 10/1995–12/1997 |
| 1.4 12V     | 1370 cm³ | 4        | 59 kW (80 PS)   | 12/1997–11/1998 |
| 1.6 16V     | 1581 cm³ | 4        | 66 kW (90 PS)   | 10/1995–07/1998 |
| 1.6 16V     | 1581 cm³ | 4        | 76 kW (103 PS)  | 03/1996–10/2000 |
| 1.6 16V     | 1596 cm³ | 4        | 76 kW (103 PS)  | 10/2000–10/2001 |
| 1.8 16V     | 1747 cm³ | 4        | 83 kW (113 PS)  | 10/1995–10/2000 |
| 2.0 HGT 20V | 1998 cm³ | 5        | 108 kW (147 PS) | 10/1995–07/1998 |
| 2.0 HGT 20V | 1998 cm³ | 5        | 113 kW (154 PS) | 07/1998–10/2000 |
| Diesel      |          |          |                 |                 |
| 1.9 D*      | 1929 cm³ | 4        | 48 kW (65 PS)   | 10/1995–12/1997 |
| 1.9 TD 75   | 1910 cm³ | 4        | 55 kW (75 PS)   | 03/1996–10/2000 |
| 1.9 TD 100  | 1910 cm³ | 4        | 74 kW (100 PS)  | 03/1996–11/1998 |
| 1.9 JTD     | 1910 cm³ | 4        | 74 kW (100 PS)  | 10/2000–10/2001 |
| 1.9 JTD 105 | 1910 cm³ | 4        | 77 kW (105 PS)  | 12/1998–10/2000 |

*nicht auf dem deutschen Markt erhältlich.
Der seinerzeit angebotene Saugdiesel wurde bereits sehr früh durch Motoren der ersten Generation von Turbodiesel-Aggregaten ersetzt.
Im Herbst 1998 fand schließlich ein neu entwickelter Common-Rail-Dieselmotor in dem Kompaktwagen Verwendung. Gleichzeitig wurde der als unelastisch und durstig charakterisierte 1,4-l-Motor aus dem Programm genommen und durch einen neuen 1,2-l-16V-Motor ersetzt. Diese Änderungen im Motorenangebot wurden im Rahmen eines Facelifts durchgeführt, bei dem kleinere optische Details (wie lackierte Stoßleisten) sowie die Ausstattungsvarianten überarbeitet wurden. Fortan gehörten auch Seitenairbags zur Serienausstattung.
Lieferbar war der Bravo in den Ausstattungsvarianten S (nur 1.4 und 1.9D/TD), SX (1.2, 1.4, 1.6, 1.8, 1.9D/TD/JTD), GT (anfangs nur 1.8 und 1.9 JTD, später auch 1.6), sowie HGT (nur 2.0).
Laut ADAC-Angabe ist der Kraftstoff E10 für das Modell „Benziner Bravo/Brava (Modellbezeichnung 182): 1.6 16V“ nicht geeignet.
Sondermodelle
- Steel
- Trofeo
- Suite

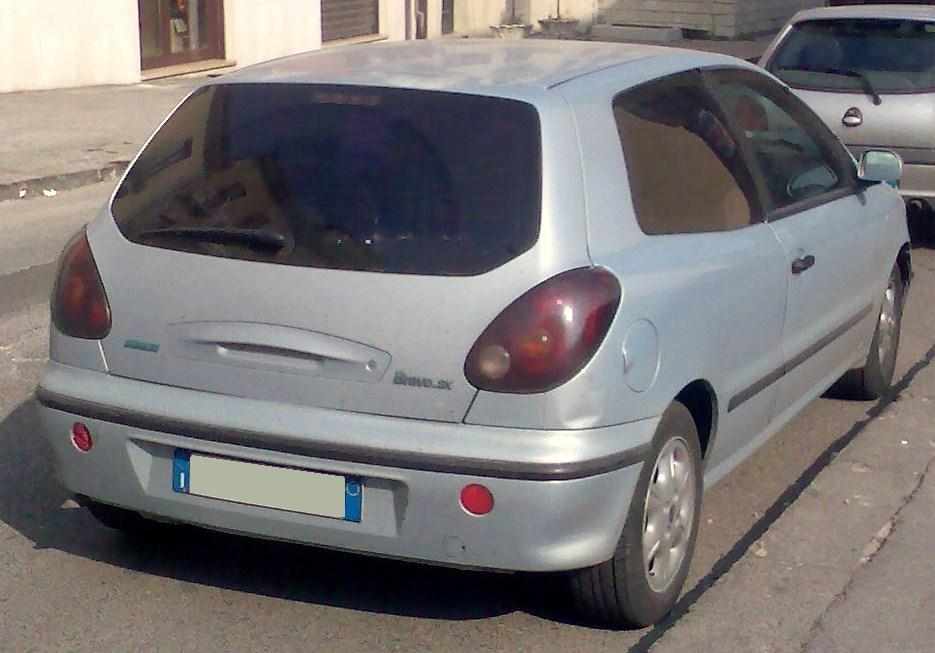
Heckansicht
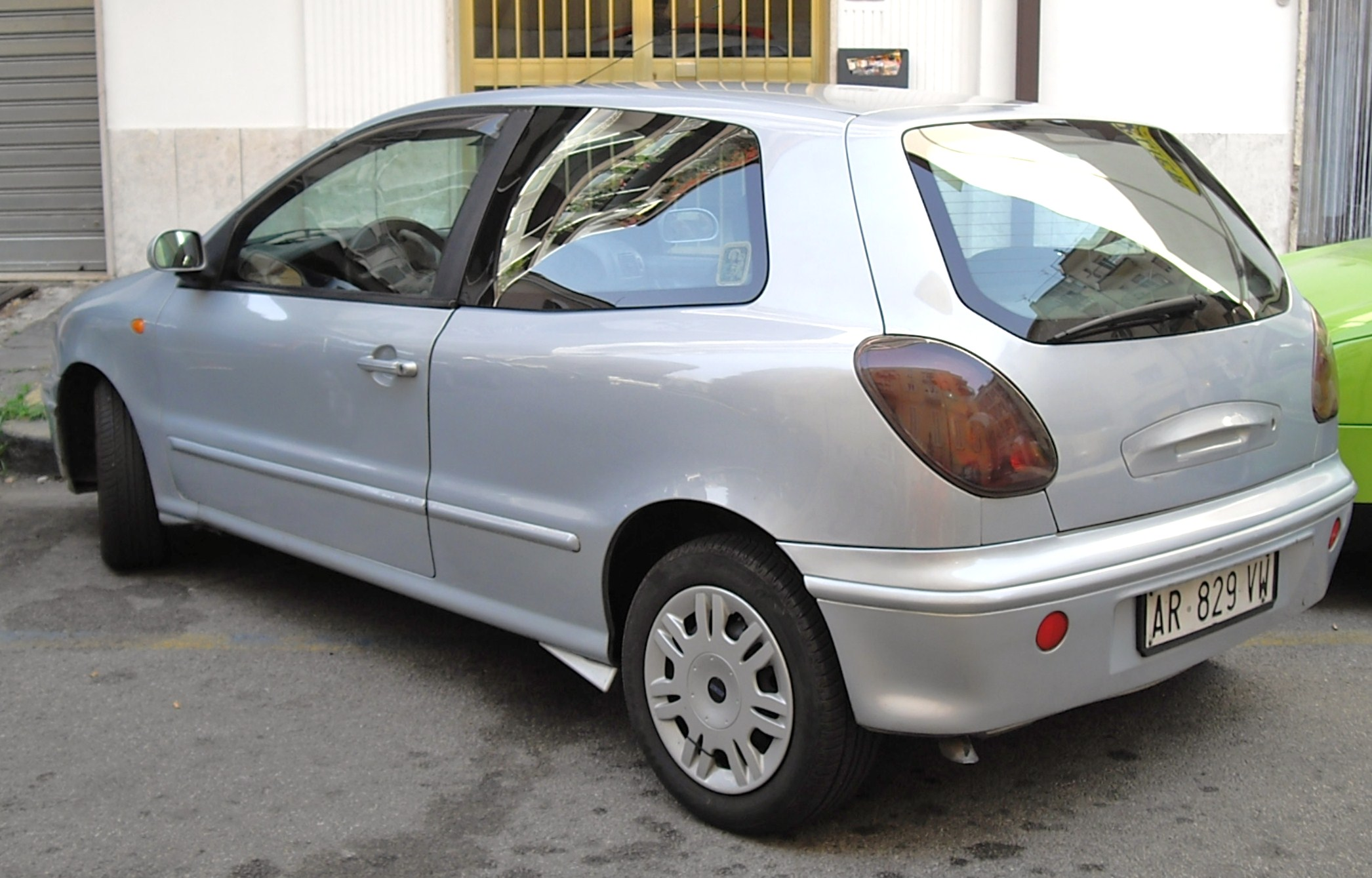
Fiat Bravo (1998–2001)

## Bravo (Typ 198)
| Sterne im Euro-NCAP-Crashtest |

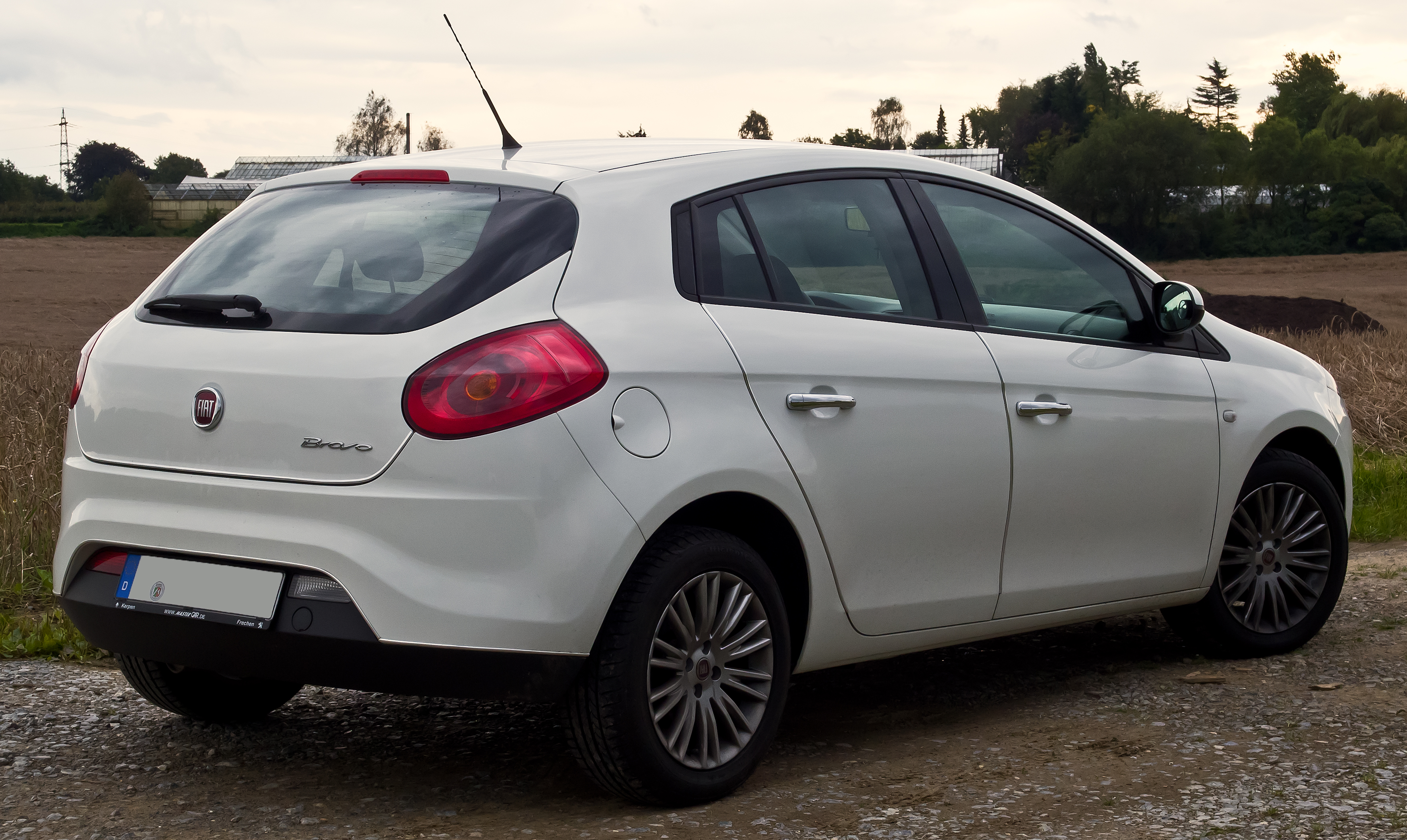
Heckansicht

Nachdem der Fiat Stilo ausgelaufen war, kam der Nachfolger erneut unter der Bezeichnung Bravo am 21. April 2007 auf den deutschen Markt. Dieses Modell wurde ausschließlich als Fünftürer angeboten. Der Name Brava, der in der ersten Baureihe für die fünftürige Version verwendet worden war, entfiel.
Das Besondere an diesem Fahrzeug war die komplette Entwicklung in einer virtuellen Umgebung bei Magna Steyr in Österreich. Alle Stufen wie auch die Crash-Simulationen erfolgten am Computer. Dadurch war Fiat in der Lage, die für die Entwicklung erforderlichen Prototypen auf fünf Exemplare zu reduzieren. Zuvor hatte noch kein anderer Hersteller diesen Weg gewählt. Somit wurden auch während der Entwicklungsphase neue Wege beschritten.
Für den internationalen Werbespot fand eine akustische Version des Titels Meravigliosa Creatura der italienischen Sängerin Gianna Nannini Verwendung. Der Erfolg des Liedes und des Spots verhalf dem Album Perle auf einen Platz in den Verkaufscharts der italienischen Top-50.
Von 2008 bis 2009 war der Fiat Bravo auch in Australien unter der schon einmal verwendeten Bezeichnung Ritmo erhältlich, um Verwechselungen mit dem Mazda Bravo zu vermeiden.
Im Juli 2014 lief die Produktion des Bravo in Europa aus. In Brasilien wird er dagegen weiterhin produziert.

### Ausstattungsvarianten

#### Benzinmotoren
| Bezeichnung          | Active                                | Dynamic                     | Emotion                               | MyLife                                | Racing                                | Speed                                 | Sport                                 | Sport Plus                            |
| -------------------- | ------------------------------------- | --------------------------- | ------------------------------------- | ------------------------------------- | ------------------------------------- | ------------------------------------- | ------------------------------------- | ------------------------------------- |
| 1,4 l (66 kW)        | Grünes Häkchensymbol für ja           | Grünes Häkchensymbol für ja | Rotes X oder Kreuzchensymbol für nein | Rotes X oder Kreuzchensymbol für nein | Grünes Häkchensymbol für ja           | Grünes Häkchensymbol für ja           | Rotes X oder Kreuzchensymbol für nein | Rotes X oder Kreuzchensymbol für nein |
| 1,4 l T-Jet (88 kW)  | Grünes Häkchensymbol für ja           | Grünes Häkchensymbol für ja | Grünes Häkchensymbol für ja           | Grünes Häkchensymbol für ja           | Grünes Häkchensymbol für ja           | Grünes Häkchensymbol für ja           | Rotes X oder Kreuzchensymbol für nein | Rotes X oder Kreuzchensymbol für nein |
| 1,4 l T-Jet (103 kW) | Rotes X oder Kreuzchensymbol für nein | Grünes Häkchensymbol für ja | Rotes X oder Kreuzchensymbol für nein | Grünes Häkchensymbol für ja           | Rotes X oder Kreuzchensymbol für nein | Rotes X oder Kreuzchensymbol für nein | Grünes Häkchensymbol für ja           | Rotes X oder Kreuzchensymbol für nein |
| 1,4 l T-Jet (110 kW) | Rotes X oder Kreuzchensymbol für nein | Grünes Häkchensymbol für ja | Rotes X oder Kreuzchensymbol für nein | Rotes X oder Kreuzchensymbol für nein | Rotes X oder Kreuzchensymbol für nein | Rotes X oder Kreuzchensymbol für nein | Grünes Häkchensymbol für ja           | Grünes Häkchensymbol für ja           |

#### Dieselmotoren
| Bezeichnung                              | Active                                | Dynamic                               | Emotion                               | MyLife                                | Racing                                | Speed                                 | Sport                                 | Sport Plus                            |
| ---------------------------------------- | ------------------------------------- | ------------------------------------- | ------------------------------------- | ------------------------------------- | ------------------------------------- | ------------------------------------- | ------------------------------------- | ------------------------------------- |
| 1,6 l 16V Multijet (77 kW)               | Grünes Häkchensymbol für ja           | Grünes Häkchensymbol für ja           | Grünes Häkchensymbol für ja           | Rotes X oder Kreuzchensymbol für nein | Rotes X oder Kreuzchensymbol für nein | Rotes X oder Kreuzchensymbol für nein | Rotes X oder Kreuzchensymbol für nein | Rotes X oder Kreuzchensymbol für nein |
| 1,6 l 16V Multijet (88 kW)               | Rotes X oder Kreuzchensymbol für nein | Grünes Häkchensymbol für ja           | Grünes Häkchensymbol für ja           | Grünes Häkchensymbol für ja           | Grünes Häkchensymbol für ja           | Rotes X oder Kreuzchensymbol für nein | Rotes X oder Kreuzchensymbol für nein | Rotes X oder Kreuzchensymbol für nein |
| 1,9 l 16V Multijet (110 kW)              | Rotes X oder Kreuzchensymbol für nein | Grünes Häkchensymbol für ja           | Grünes Häkchensymbol für ja           | Rotes X oder Kreuzchensymbol für nein | Rotes X oder Kreuzchensymbol für nein | Rotes X oder Kreuzchensymbol für nein | Grünes Häkchensymbol für ja           | Grünes Häkchensymbol für ja           |
| 1,9 l 8V Multijet (88 kW) (EU-Fahrzeuge) | Rotes X oder Kreuzchensymbol für nein | Grünes Häkchensymbol für ja           | Rotes X oder Kreuzchensymbol für nein | Rotes X oder Kreuzchensymbol für nein | Rotes X oder Kreuzchensymbol für nein | Rotes X oder Kreuzchensymbol für nein | Rotes X oder Kreuzchensymbol für nein | Grünes Häkchensymbol für ja           |
| 2,0 l 16V Multijet (121 kW)              | Rotes X oder Kreuzchensymbol für nein | Rotes X oder Kreuzchensymbol für nein | Rotes X oder Kreuzchensymbol für nein | Rotes X oder Kreuzchensymbol für nein | Rotes X oder Kreuzchensymbol für nein | Rotes X oder Kreuzchensymbol für nein | Grünes Häkchensymbol für ja           | Grünes Häkchensymbol für ja           |

Mit dem Modelljahr 2012 wurde das Programm neu geordnet. Die stärkste Dieselmotorisierung entfiel ersatzlos. Zudem wurden die Ausstattungslinien umbenannt. Sie heißen nun Pop (ersetzt Active, in Deutschland nicht erhältlich), Easy (ersetzt Dynamic), Lounge (ersetzt Emotion) und Sport. Das ausgelaufene Sondermodell MyLife wurde durch die Variante Street ersetzt.

### Motorisierungen
| Modell                                        | Hubraum  | Zylinder | Leistung                     | max. Drehmoment                                       | Bauzeit         |
| Benziner                                      | Benziner | Benziner | Benziner                     | Benziner                                              | Benziner        |
| --------------------------------------------- | -------- | -------- | ---------------------------- | ----------------------------------------------------- | --------------- |
| 1.4 16V                                       | 1368 cm³ | 4        | 66 kW (90 PS) bei 5500/min   | 128 Nm bei 4500/min                                   | 03/2007–03/2010 |
| 1.4 16V                                       | 1368 cm³ | 4        | 66 kW (90 PS) bei 5500/min   | 128 Nm bei 3000/min                                   | 03/2010–07/2014 |
| 1.4 16V T-JET                                 | 1368 cm³ | 4        | 88 kW (120 PS) bei 5000/min  | 206 Nm bei 1750/min                                   | 03/2007–07/2014 |
| 1.4 16V T-JET Multiair                        | 1368 cm³ | 4        | 103 kW (140 PS) bei 5500/min | 230 Nm bei 1750/min                                   | 08/2010–07/2014 |
| 1.4 16V T-JET                                 | 1368 cm³ | 4        | 110 kW (150 PS) bei 5500/min | 206 Nm bei 2250/min mit Overboost 230 Nm bei 3000/min | 09/2007–05/2010 |
| Diesel                                        |          |          |                              |                                                       |                 |
| 1.6 16V Multijet 1                            | 1598 cm³ | 4        | 66 kW (90 PS) bei 4000/min   | 290 Nm bei 1500/min                                   | 02/2009–07/2014 |
| 1.6 16V Multijet                              | 1598 cm³ | 4        | 77 kW (105 PS) bei 4000/min  | 290 Nm bei 1500/min                                   | 02/2008–02/2012 |
| 1.6 16V Multijet                              | 1598 cm³ | 4        | 88 kW (120 PS) bei 4000/min  | 300 Nm bei 1500/min                                   | 03/2008–07/2014 |
| 1.9 Multijet 8V                               | 1910 cm³ | 4        | 88 kW (120 PS) bei 4000/min  | 255 Nm bei 2000/min                                   | 03/2007–06/2008 |
| 1.9 Multijet 16V                              | 1910 cm³ | 4        | 110 kW (150 PS) bei 4000/min | 305 Nm bei 2000/min                                   | 03/2007–10/2008 |
| 2.0 16V Multijet                              | 1956 cm³ | 4        | 121 kW (165 PS) bei 4000/min | 360 Nm bei 1750/min                                   | 09/2008–06/2012 |
| 1 in Österreich und Frankreich auf dem Markt. |          |          |                              |                                                       |                 |

### Zulassungszahlen
Zwischen 2007 und 2015 sind in der Bundesrepublik Deutschland genau 26.000 Fiat Bravo neu zugelassen worden. Mit 8.313 Einheiten war 2008 das erfolgreichste Verkaufsjahr.
|  |

|  |

|  |

|  |

|  |

|  |

|  |

|  |

|  |

|  |

|  |

|  |

|  |

|  |

|  |

|  |

|  |

|  |

|  |

|  |

|  |

|  |

|  |

|  |

|  |

|  |

|  |

|  |

|  |

|  |

|  |

|  |

|  |

|  |

|  |

|  |

|  |

|  |

|  |

|  |

|  |

|  |

|  |

|  |

|  |

|  |

|  |

|  |

|  |

|  |

|  |

|  |

|  |

|  |

|  |

|  |

|  |

|  |

|  |

|  |

|  |

|  |

|  |

|  |

|  |

|  |

|  |

|  |

|  |

|  |

|  |

|  |

|  |

|  |

|  |

|  |

|  |

|  |

|  |

|  |

|  |

|  |

|  |

|  |

|  |

|  |

|  |

|  |

|  |

|  |

|  |

|  |

|  |

|  |

|  |

|  |

|  |

|  |

|  |

|  |

|  |

|  |

|  |

|  |

|  |

|  |

|  |

|  |

|  |

|  |

|  |

|  |

|  |

|  |

|  |

|  |

|  |

|  |

|  |

|  |

|  |

|  |

|  |

|  |

|  |

|  |

|  |

|  |

|  |

|  |

|  |

|  |

|  |

|  |

|  |

|  |

|  |

|  |

|  |

|  |

|  |

|  |

|  |

|  |

|  |

|  |

|  |

|  |

|  |

|  |

|  |

|  |

|  |

|  |

|  |

|  |

|  |

|  |

|  |

|  |

|  |

|  |

|  |

|  |

|  |

|  |

|  |

|  |

|  |

|  |

|  |

|  |

|  |

|  |

|  |

|  |

|  |

|  |

|  |

|  |

|  |

|  |

|  |

|  |

|  |

|  |

|  |

|  |

|  |

|  |

|  |

|  |

|  |

|  |

|  |

|  |

|  |

|  |

|  |

|  |

|  |

|  |

|  |

|  |

|  |

|  |

|  |

|  |

|  |

|  |

|  |

|  |

|  |

|  |

|  |

|  |

|  |

|  |

|  |

|  |

|  |

|  |

|  |

|  |

|  |

|  |

|  |

|  |

|  |

|  |

|  |

|  |

|  |

|  |

|  |

|  |

|  |

|  |

|  |

|  |

|  |

|  |

|  |

|  |

|  |

|  |

|  |

|  |

|  |

|  |

|  |

|  |

|  |

|  |

|  |

|  |

|  |

|  |

|  |

|  |

|  |

|  |

|  |

|  |

|  |

|  |

|  |

|  |

|  |

|  |

|  |

|  |

|  |

|  |

|  |

|  |

|  |

|  |

|  |

|  |

|  |

|  |

|  |

|  |

|  |

|  |

|  |

|  |

|  | Benziner (17.286) |

|  | Benziner (17.286) |

|  | Diesel (8.714) |

|  | Diesel (8.714) |